# Exponaval
La Exponaval es una exposición de servicios y tecnologías de defensa naval que se realiza cada dos años en la región de Valparaíso, la versión 2014 y 2016 se ha realizado en Con-Con. Es organizada por la Armada de Chile y por FISA. Se le considera la más importante muestra de defensa naval en Latinoamérica.
Se realizó por primera vez en 1998. En su versión de 2008 se cerraron negocios por más de 500 millones de dólares (en la de 2006 fue el doble) y estuvieron presentes alrededor de 100 de las más importantes compañías del mundo en el ámbito de la defensa naval y el desarrollo naviero.